# Leila Khaled

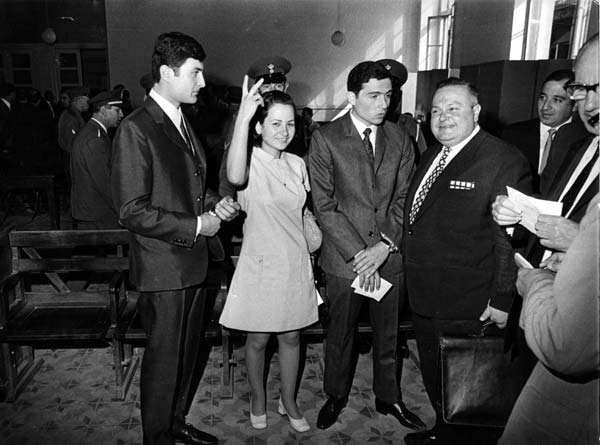
Leila Khaled i Damaskus år 1970.

Leila Khaled (arabiska ليلى خالد), född 9 april 1944 i Haifa i Brittiska Palestinamandatet, är en palestinsk terrorist och politiker. Hon är medlem av Folkfronten för Palestinas befrielse (PFLP) och ledamot av Palestinas nationalråd. Hon blev känd i samband med flygplanskapningen av TWA 840 1969 och flygkapardramat i Jordanien 1970.

## Biografi
Khaled är född år 1944 i Haifa av palestinska föräldrar. Familjen tvingades fly till Libanon under Nakba 1948. Fadern blev kvar. Vid 15 års ålder följde hon sin bror och gick med i Arabiska nationaliströrelsen, som hade startades av George Habash 1940. Den palestinska grenen av denna rörelse blev PFLP, Folkfronten för Palestinas befrielse efter sexdagarskriget 1967.
Hon studerade medicin vid Amerikanska universitetet i Beirut och undervisade en tid i Kuwait. Hennes självbiografi My People Shall Live utkom 1973.
År 2006 bodde hon i Jordanien.
Khaled besökte Stockholm 2011 i samband med 1 maj och talade vid Röd Frontdemonstrationen, samt besökte Göteborg i april 2016 inbjuden av Kommunistiska Partiet som talare vid ett öppet möte i Marx-Engelshuset.

### Flygplanskapningarna
Den 29 augusti 1969 var Khaled delaktig i flygplanskapningen av TWA 840. Planet skulle flyga från Rom till Tel Aviv men tvingades att flyga till Damaskus i Syrien. Enligt henne själv beordrade hon piloten att flyga över sin födelsestad Haifa i Israel, en stad som hon inte fick besöka. Ingen skadades fysiskt vid kapningen och efter landningen i Damaskus evakuerades planet och sprängdes. I samband med kapningen tog fotografen Eddie Adams ett fotografi av henne i khakikläder, palestinasjal och beväpnad med en AK 47 automatkarbin.
Efter den första kapningen lät hon plastikoperera sig för att inte bli igenkänd.
Under flygkapardramat i Jordanien 1970 i samband med Svarta september genomfördes fyra flygplanskapningar nästan samtidigt. Leila Khaled kapade ett av dessa tillsammans med nicaraguanen Patrick Argüello. De övermannades av säkerhetspersonal och Patrick Argüello dog. Planet skulle flyga från Amsterdam till New York men efter kapningsförsöket flög det till Heathrow där hon fängslades. I oktober samma år var hon med i en fångutväxling och frisläpptes.